# Гимн Тулы
«Тульская оборонная» — песня, на основе которой был создан гимн Тулы, утверждённый решением № 50/889 Тульской городской Думы 1-го созыва на 50-м заседании 21 марта 2001 года.

## История гимна
На протяжении долгого времени официального гимна у города не было, неофициальным же считалась песня «Тульская оборонная». Однако 21 марта 2001 года Тульская городская Дума утвердила текст и музыку гимна на основе этой песни (урезав последний куплет), а 21 ноября 2001 года — положение о гимне.

## Текст гимна
Тула веками оружье ковала, 

Стала похожа сама на ружьё — 

Слышится звон боевого металла. 

В древних названиях улиц её:
Припев: 

Улица Курковая, улица Штыковая,
И Пороховая, и Патронная,
Дульная, Ствольная, Арсенальная, —
Улица любая — оборонная.
Злобные орды пытались пробиться 

К сердцу России, к Москве дорогой; 

Грудью своей прикрывая столицу, 

Шли в ополченье одна за другой:
Припев.
Мы и в бою, и в работе гвардейцы, 

Славится всюду наш доблестный труд. 

Вырастив тысячи новых умельцев, 

Новую славу народу куют:
Припев.

## Документы
- Положение «О гимне города-героя Тулы» // Вестник Тульской городской Думы. — 2001. — № 7. — С. 162—165.